# Division 1 i volleyboll för damer 2017/2018
Division 1 i volleyboll för damer 2017/2018 spelas 30 september 2017 till 25 mars 2018. Inga lag gick upp till Elitserien 2018/2019 då inget av lagen på de översta platserna i de bägge division 1 serierna uttryckte intresse av att spela i Elitserien.

## Tabeller

### Norra
| Pos | Lag               | M  | V  | F  | P  | SV | SF | SK    | BV   | BF   | BK    |
| --- | ----------------- | -- | -- | -- | -- | -- | -- | ----- | ---- | ---- | ----- |
| 1   | Rissne IF         | 22 | 19 | 3  | 55 | 61 | 18 | 3,389 | 1872 | 1480 | 1,265 |
| 2   | Norsjö Volley     | 22 | 19 | 3  | 55 | 58 | 20 | 2,900 | 1855 | 1431 | 1,296 |
| 3   | IKSU              | 22 | 18 | 4  | 54 | 58 | 21 | 2,762 | 1816 | 1483 | 1,225 |
| 4   | Södertelge VBK    | 22 | 17 | 5  | 50 | 56 | 22 | 2,545 | 1788 | 1546 | 1,157 |
| 5   | RIG Falköping C   | 22 | 11 | 11 | 35 | 44 | 41 | 1,073 | 1857 | 1807 | 1,028 |
| 6   | Stockholms Vingar | 22 | 10 | 12 | 31 | 39 | 45 | 0,867 | 1734 | 1819 | 0,953 |
| 7   | Sollentuna VK B   | 22 | 10 | 12 | 30 | 36 | 43 | 0,837 | 1665 | 1725 | 0,965 |
| 8   | Västerås VBK      | 22 | 9  | 13 | 25 | 33 | 48 | 0,688 | 1642 | 1809 | 0,908 |
| 9   | Solna VBK         | 22 | 7  | 15 | 22 | 33 | 50 | 0,660 | 1738 | 1876 | 0,926 |
| 10  | Karlstads VBK     | 22 | 5  | 17 | 20 | 29 | 53 | 0,547 | 1622 | 1861 | 0,872 |
| 11  | Uppsala VBS       | 22 | 4  | 18 | 12 | 19 | 58 | 0,328 | 1459 | 1788 | 0,816 |
| 12  | Lindesbergs VBK B | 22 | 3  | 19 | 7  | 14 | 61 | 0,230 | 1371 | 1794 | 0,764 |

### Södra
| Pos | Lag                   | M  | V  | F  | P  | SV | SF | SK    | BV   | BF   | BK    |
| --- | --------------------- | -- | -- | -- | -- | -- | -- | ----- | ---- | ---- | ----- |
| 1   | Engelholms VS B       | 20 | 18 | 2  | 55 | 56 | 11 | 5,091 | 1620 | 1176 | 1,378 |
| 2   | KFUK-KFUM IA Göteborg | 20 | 17 | 3  | 50 | 52 | 14 | 3,714 | 1565 | 1198 | 1,306 |
| 3   | Värnamo VBA           | 20 | 16 | 4  | 47 | 49 | 18 | 2,722 | 1547 | 1297 | 1,193 |
| 4   | RIG Falköping B       | 20 | 13 | 7  | 40 | 44 | 27 | 1,630 | 1611 | 1419 | 1,135 |
| 5   | Ljungby Volley        | 20 | 12 | 8  | 34 | 39 | 31 | 1,258 | 1539 | 1496 | 1,029 |
| 6   | Falkenbergs VBK       | 20 | 10 | 10 | 31 | 42 | 39 | 1,077 | 1691 | 1743 | 0,970 |
| 7   | Engelholms VS C       | 20 | 9  | 11 | 25 | 31 | 38 | 0,816 | 1511 | 1520 | 0,994 |
| 8   | KFUM Jönköping        | 20 | 7  | 13 | 23 | 34 | 47 | 0,723 | 1681 | 1701 | 0,988 |
| 9   | Eneryda Volley        | 20 | 4  | 16 | 11 | 18 | 52 | 0,346 | 1303 | 1648 | 0,791 |
| 10  | IK Ymer               | 19 | 2  | 17 | 7  | 11 | 54 | 0,204 | 1141 | 1558 | 0,732 |
| 11  | Lunds VK B            | 19 | 1  | 18 | 4  | 8  | 54 | 0,148 | 1044 | 1489 | 0,701 |

### Fotnoter
1. ↑  ”Inget kval till damernas elitserie”. Elitserien volleyboll. 2 mars 2018. https://elitserienvolleyboll.se/2018/03/02/inget-kval-till-damernas-elitserie/. Läst 1 september 2023.